# Sarah Connor (cântăreață)

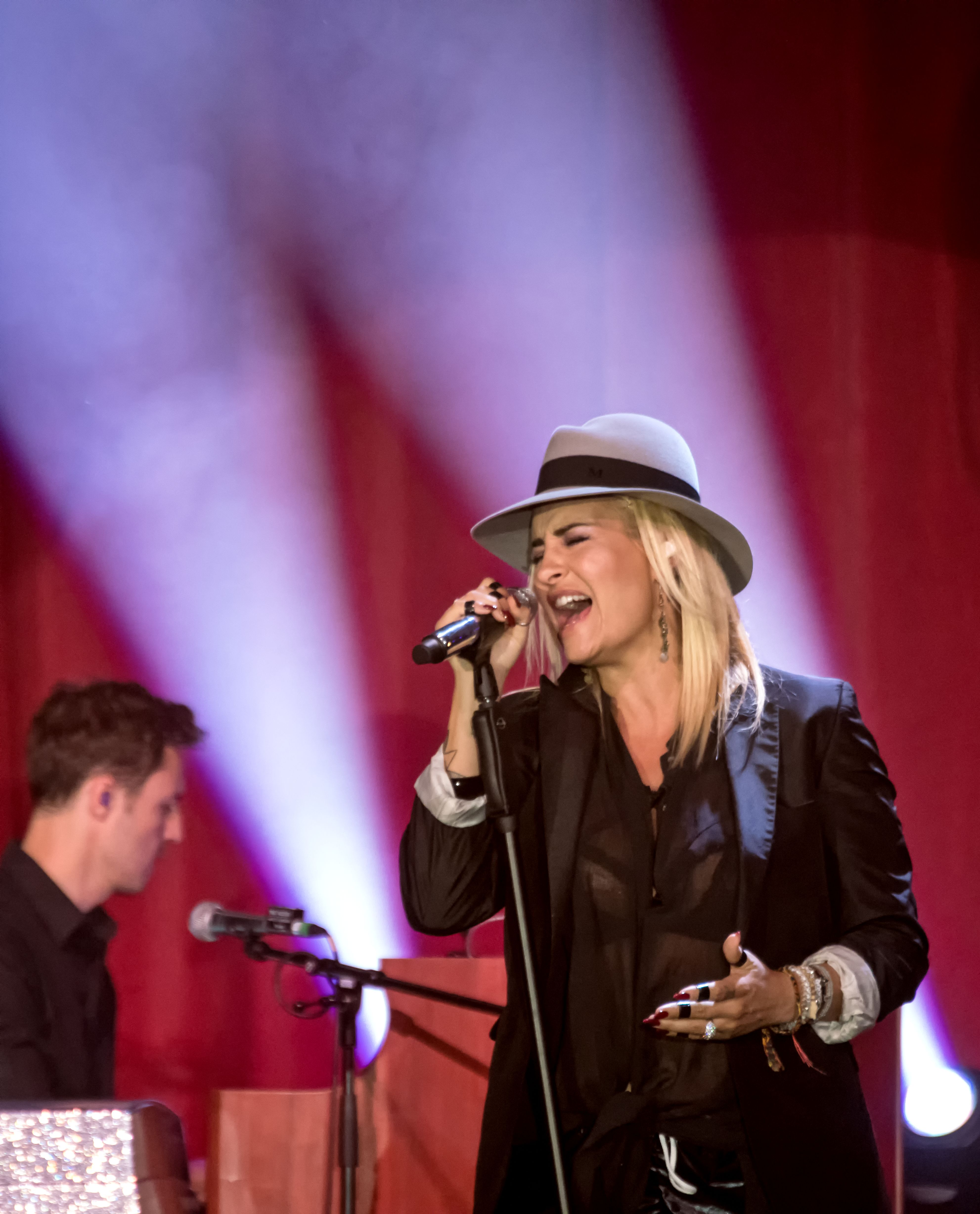
Zelt Musik Festival 2016 Фрайбург, Германия

Sarah Terenzi (născută Sarah Marianne Corina Lewe, 13 iunie 1980), cunoscută după numele scenic Sarah Connor, este o cântăreață, compozitoare și dansatoare germană. Ea a debutat în 2001 sub conducerea managerului George Glueck și a devenit primul artist solo care a avut patru clasări consecutive în topul hiturilor German Singles Chart. După succesul obținut de melodia From Sarah with Love, o serie de single-uri bine promovate i-au conferit statutul de vocalista germană cu cel mai mare succes din anii 2000, înregistrând vânzări de peste 15 milioane de copii în întreaga lume.
Sarah Connor este căsătorită cu muzicianul de origine americană Marc Terenzi din anul 2004. Cei doi au un băiat pe nume Tyler (n. 2004) și o fată numită Summer (n. 2006).

## Copilăria și primele influențe muzicale
Sarah Lewe s-a născut la data de 13 iunie, 1980 în Delmenhorst, Saxonia Inferioară, Germania de Vest (actuala Republică Federală Germania). Connor este primul dintre cei șase copii ai lui Michael Lewe, un scriitor cu ascendenți americani și ai Sorayei Lewe-Tacke (n. Gray), un fost fotomodel cu ascendenți germani și scoțieni. Părinții săi au divorțat după aproape treizeci de ani de mariaj, iar mama sa s-a recăsătorit cu Jürgen Tacke, un chirurg plastician. În luna mai a anului 2008, la vârsta de cincizeci de ani, Soraya Lewe-Tacke a adus pe lume doi băieți gemeni.
Datorită bunicului său patern, care s-a născut în New Orleans, S.U.A., Connor a crescut ascultând muzica soul a unor cântăreți de renume precum Aretha Franklin, Stevie Wonder, James Brown sau Marvin Gaye. La vârsta de șase ani, Sarah s-a alăturat unui cor de muzică gospel, iar de-a lungul adolescenței ea a studiat la o școală cu profil muzical. Datorită capacităților sale vocale remarcabile, profesorii au încurajat-o să se concentreze pe îmbunătățirea controlului asupra glasului său. Connor a urmat lecții de canto săptămânal, iar din cauza problemelor financiare avute de familia sa, ea a fost nevoită să își ia o slujbă de ospătăriță într-un hotel local, pentru a-și putea plăti cursurile.
În anul 1997, Connor a fost selecționată pentru a face parte din corul de fundal organizat cu ocazia unui concert susținut de Michael Jackson în Bremen, Germania. După încheierea recitalului, Connor a obținut un contract cu o casă de producție locală și a început să înregistreze câteva casete demo sub pseudonimul Sarah Grey. Fiind nemulțumită de traiectoria carierei sale muzicale, Sarah a reziliat contractul pe care îl avea și a ajuns la o înțelegere cu compania X-Cell Records, folosind pentru prima dată numele de Sarah Connor. Din cauza programului foarte încărcat, Connor a decis să întrerupă cursurile pe le urma și să se mute din orașul natal, la vârsta de nouăsprezece ani.

## Cariera

### Debutul și «Green Eyed Soul» (2000 - 2001)

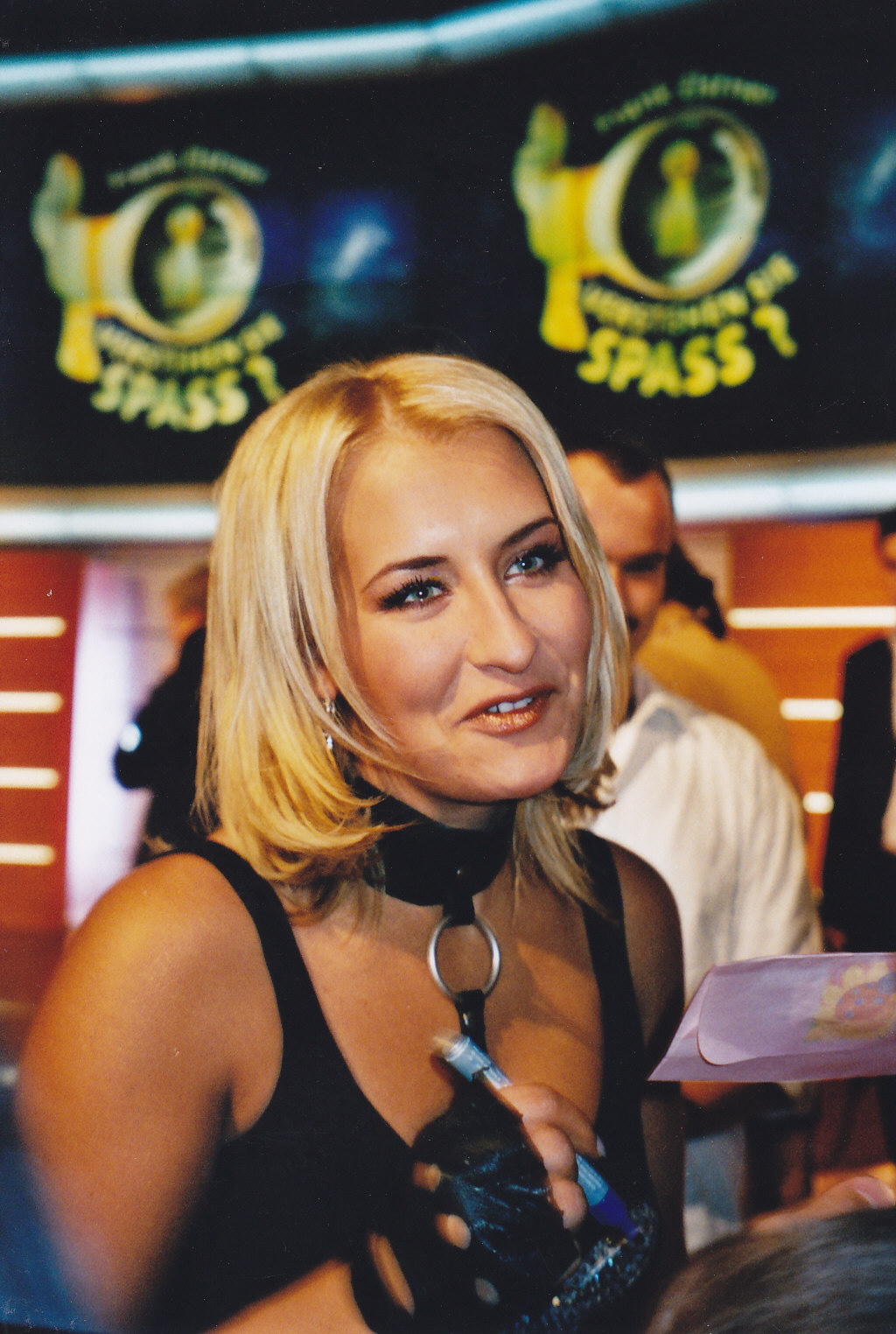
Sarah Connor în 2002 la Verstehen Sie Spaß?

La scurt timp după semnarea contractului cu X-Cell Records, Connor a început să compună melodii alături de producători precum Bülent Aris, Toni Cottura, Diane Warren, Rob Tyger și Kay Denar. Albumul de debut al interpretei, intitulat Green Eyed Soul a fost lansat la data de 26 noiembrie, 2001. Discul a fost comercializat în peste 500,000 de exemplare în Europa Centrală, fiind este cel mai de succes album din întreaga carieră a cântăreței. Produsul discografic a primit recenzii bune din partea criticilor, care au remarcat vocea puternică a interpretei, dar au criticat lipsa aparentă de originalitate prezentă în unele cântece.
Primul cântec extras pe single, intitulat Let's Get Back to Bed - Boy!, reprezintă o colaborare cu rapper-ul de origine americană TQ. Piesa a beneficiat de difuzări intense în cadrul posturilor radio din Europa, lucru reflectat de pozițiile înalte ocupate în clasamentele de specialitate (Polonia #1, Germania #2, Austria #5), dar și de certificarea cu discul de aur a piesei în Germania și Austria. Cântecul a fost nominalizat în cadrul premiilor ECHO la categoria "Cel mai bun single național - Rock/Pop" și a ajutat-o pe Connor să obțină premiul acordat „Celui mai bun debutant național” de către postul de televiziune VIVA. Următorul extras de single, intitulat French Kissing, a devenit un hit minor în Germania, unde a obținut poziții mediocre în clasamentele de specialitate.
La data de 5 noiembrie, 2001 a început campania de promovare a baladei From Sarah with Love, care a devenit rapid hit în Europa. Cântecul a câștigat 750,000 de puncte în clasamentele de specialitate din Germania, doborând succesiv câteva recorduri. Melodia a 
fost certificată cu triplu disc de platină în țara natală a cântăreței, iar în Austria și Elveția a primit discul de aur respectiv cel de platină. From Sarah with Love este cel mai de succes single din întreaga carieră a lui Connor, fiind nominalizat în cadrul premiilor ECHO la categoria "Cel mai bun single național - Rock/Pop", acesta a fost certificat de multiple ori cu discuri de platină sau aur, în diverse regiuni ale Europei. 
Cel de-al patrulea și ultimul single extras de pe albumul Green Eyed Soul, intitulat If U Were My Man, a fost foarte slab promovat, iar ca și consecință directă, single-ul a obținut poziții nenotabile în clasamentele de specialitate.

### «Unbelievable» și «Key to My Soul» (2002 - 2003)
Succesul a fost urmat rapid de cel de-al doilea album, Unbelievable, material lansat în anul 2002 în Europa. Fiind produs de Tob Tyger, Key Denar, Wyclef Jean, Jerry Duplessis, Bülent Aris, Sugar P, și Triage, materialul discografic nu s-a bucurat de succesul albumului precedent. Discul a urcat până pe poziția cu numărul zece în clasamentul celor mai bine vândute albume din Germania, unde a fost certificat cu discul de aur în mai puțin de 48 de ore de la lansare. Din punct de vedere comercial, albumul a fost un succes în Europa Centrală, reușind să ocupe poziții bune în clasamentele de specialitate.
Primul single extras de pe album, intitulat One Nite Stand (of Wolves and Sheep) este o colaborare cu Wyclef Jean, cântăreț care a avut un rol important în producerea cântecului. Piesa a ajuns doar pe poziția cu numărul cinci în topul oficial din Germania, iar în Europa Centrală ea a fost difuzată frecvent la posturile locale de radio. Single-ul One Nite Stand urma să fie lansat în Marea Britanie în luna septembrie a anului 2002, dar promovarea sa a fost anulată din pricina unor neajunsuri contractuale.
Cel de-al doilea single extras de pe album, balada Skin on Skin, a reprezentat un succes comercial pentru Connor, datorită faptului că piesa a reușit să crească numărul de exemplare vândute ale albumului Unbelievable. Videoclipul pentru acest single, filmat în luna septembrie a anului 2002 pe o plajă din Mallorca, a fost difuzat intens în Europa de Vest. Următorul single promovat, intitulat He's Unbelievable a fost un hit de calibru mediu în zonele cu populație predominant germanică, dar a eșuat în încercarea de a ocupa o poziție decentă în Regatul Unit.
Cel de-al patrulea și ultimul single extras de pe albumul Unbelievable, intitulat Bounce a devenit un hit major în Europa, obținând poziții ridicate în clasamentele de specialitate. Piesa a fost lansată ulterior și în S.U.A., unde a obținut un succes neașteptat.
În luna octombrie a anului 2003 a început comercializarea primului DVD din cariera lui Connor. Intitulat Sarah Connor Live – A Night to Remember: Pop Meets Classic, acesta o surprinde pe cântăreață interpretând melodiile care au făcut-o consacrată prin prisma unor genuri muzicale precum pop, R&B sau muzică acustică.
În ciuda faptului că era însărcinată cu primul copil, Connor a decis să lanseze cel de-al treilea album, numit Key To My Soul în noiembrie, 2003. Acesta a fost produs de Rob Tyger, Kay Denar, Diane Warren, Brock Landers, Stephen Shape și promovat de X-Cell Records. Discul a fost foarte bine comercializat în Germania, fiind certificat cu discul de platină pentru vânzări mai mari de 200,000 exemplare.
Primul single promovat de pe acest album, „Music Is the Key”, este un duet interpretat împreună cu membrii formației Naturally 7. Din cauză că Sarah era însărcinată într-un stadiu avansat cu primul său copil, melodia nu a beneficiat de o promovare puternică. Totuși, cântecul a ajuns până pe poziția cu numărul întâi în topul celor mai difuzate produse în cadrul posturilor radio din Germania, iar în regiunea Europei Centrale, „Music Is the Key” a promovat foarte bine în clasamentele de specialitate, devenind un hit.
„Just One Last Dance”, a fost cel de-al doilea și ultimul single promovat de pe albumul Music Is the Key. Piesa s-a bucurat de succes în regiunea Europei Centrale, câștigând locul întâi în Germania (fiind certificat cu discul de aur, pentru vânzări de peste 150,000 exemplare), Elveția și Austria.
Succesul evanescent de pe planul internațional
În martie, 2004, single-ul „Bounce” a fost lansat oficial în Regatul Unit, unde a urcat până pe poziția cu numărul paisprezece în clasamentul celor mai comercializate cântece. Melodia a început să fie difuzată în S.U.A. la finele anului 2003, dar din cauza faptului că Sarah era însărcinată în luna a șasea la perioada respectivă, promovarea single-ului a fost slabă. Totuși, „Bounce” a devenit rapid un hit în America de Nord, lucru care i-a provocat pe reprezentanții casei de înregistrări Sony Records să înceapă comercializarea unui album special în această regiune. Materialul discografic, intitulat Sarah Connor, a fost slab comercializat datorită lipsei de promovare determinată de sarcina cântăreței. În aceeași perioadă, o variantă specială a albumului Green Eyed Soul a început să fie comercializată în Japonia, unde s-a bucurat de succes moderat. Datorită acestor realizări, Connor a fost numită, în cadrul premiilor World Music Awards 2004, „Cel mai de succes cântăreț german”.

### Evoluția muzicală (2004 - 2005)
În toamna anului 2004, după o pauză care a urmat după nașterea primului ei fiu, Sarah a revenit cu „Living to Love You”, care a atins prima poziție în Germania și Elveția. În martie 2005 a contribuit la coloana sonoră a filmului animat „Robots” cu single-ul „From Zero to Hero”, single care a obținut în Germania poziția cu numărul 5 și a patra poziție înaltă consecutiv. 
În vara anului 2005 Connor și soțul ei Marc evoluează în propriul reality show Sarah and Marc in Love. Seriile au avut un succes răsunător, lucru care a ajutat-o la reinventarea statutului de divă a lui Connor și l-a făcut pe Marc Terenzi(acum cântăreț solo) un nume cunoscut. Acestea au constituit un „documentar” care a condus la reînceperea nunții în Spania la sfârșitul lunii iulie. Terenzi a înregistrat un cântec pentru Sarah numit „Love to be Loved by You”, care a devenit un hit instant, fiind pe locul 3 în topurile din Germania. Un DVD care cuprindea toate episoadele a fost lansat în 2005, la data de 25 noiembrie, pentru a ajuta la promovarea turneului „Naughty but Nice”.
În decembrie 2005, pe parcursul turneului de susținere a albumului „Naughty but Nice”, Connor lansează un album de Crăciun numit „Christmas in My Heart”. Single-ul cu același nume a atins poziția cu numărul 4, în timp de albumul atinge poziția cu numărul 10 în topurile germane. „Christmas in My Heart”  a fost unic prin faptul că Sarah a împrumutat colinde tradiționale germane și le-a cântat în engleză.

### Perioada de tranziție și «Soulicious» (2006 - 2007)
În timpul turneului din decembrie 2005 Connor a anunțat că este din nou însărcinată, activitatea ei muzicală fiind oprită pentru un timp. În 2006, la data de 24 noiembrie, Connor lansează un nou single de Crăciun, numit „The Best Side of Life”. Cântecul a debutat pe poziția cu numărul 6 în topurile germane. „The Best Side of Life” a făcut parte din campania promoțională de Crăciun al firmei Coca Cola în Germania (aceasta nu este prima dată când Sarah colaborează cu Coca Cola; Diet Coke a fost sponsorul ei pentru reality show-ul ei din anul 2005 ).
La aceeași dată Connor relansează albumul de Crăciun, Christmas in My Heart, de această dată incluzând noul single. Această acțiune a făcut ca albumul să debuteze în topurile Germaniei de pe poziția cu numărul 49. Ultima ei lansare în anul 2006 a fost DVD-ul Christmas in My Heart.
În februarie 2007 s-a anunțat că Sarah Connor a lucrat la un nou album, Soulicious. În principal a fost compus din covers ale Motown din anii ’70, însă a inclus și două melodii originale. Single-ul principal „The Impossible Dream (The Quest)” a fost prezentat într-o campanie publicitară a luptei de reîntoarcere a boxerului german Henry Maske.

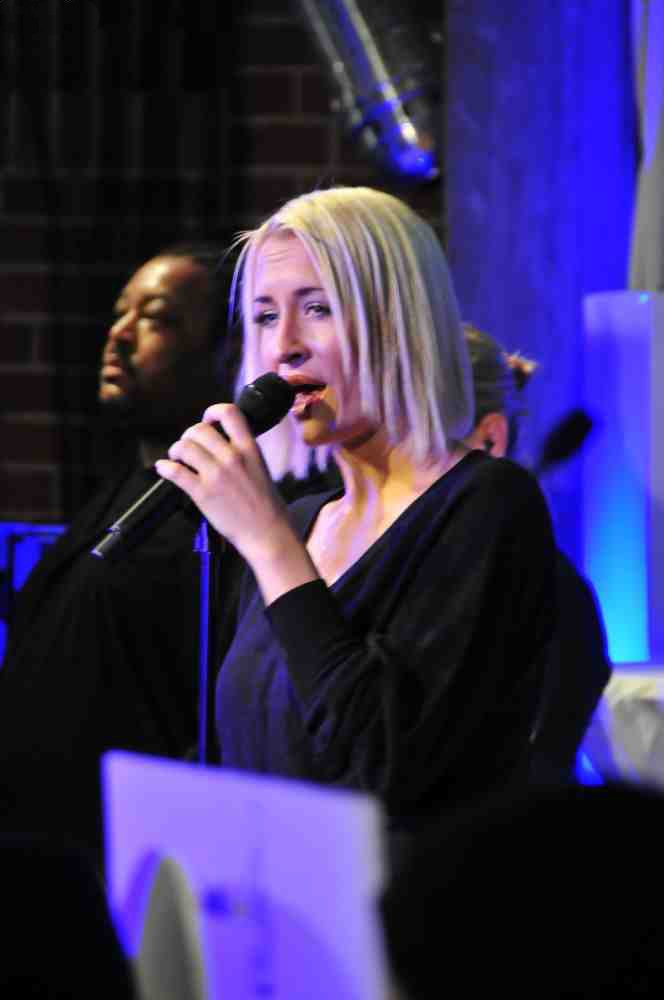
Connor evoluând live în 2008

Soulicious a fost promovat foarte intens, incluzând câteva vizite la posturile radio pentru a-l promova, apariții televizate și o poveste cu debutul german al Vanity Fair. Lansat pe data de 30 martie albumul a debutat de pe poziția cu umărul 6 al Topurilor Albumelor Germane. 
Colaborarea cu Ne-Yo la versiunea remixată a “Sexual Healing” a făcut ca acesta să fie un single pe perioada verii. Single-ul a fost promovat în mod moderat, fiind clasat pe poziția cu numărul 11 în Germania. Ca urmare  s-a decis lansarea „Son of a Preacher Man” ca single digital pentru comerțul de sărbători. În decembrie 2007 'The Best Side of Life' reîncepe clasarea de asemenea.

## Viața personală
Connor l-a întâlnit pe Marc Terenzi, solistul boy band-ului american Natural, la festivalul Bravo Happy Holidays în Rust, Germania, în iulie 2002. Cei doi și-au început relația în iunie 2003, anunțându-se că ei s-au logodit și așteaptă primul lor copil, Tyler Marc Terenzi. Acesta s-a născut pe 2 februarie 2004, în Orlando, Florida, SUA. Pe 29 februarie 2004 cuplul a invitat prietenii lor la o cină pentru a sărbători nașterea fiului lor; cu toate acestea ei au anunțat că, de fapt, au fugit împreună. Cuplul și-a reînnoit jurămintele printr-o ceremonie de nuntă, pe 18 august 2005 la Altafulla, Tarragonès, lângă Barcelona, Spania. Nunta a fost subiectul unui reality show, Sarah and Marc in Love. Pe 23 iunie 2006, Connor a dat naștere celui de-al doilea lor copil, o fată, pe nume Summer Antonia Soraya. În noiembrie 2008, Connor a anunțat despărțirea sa de Terenzi.
În aprilie 2010, Sarah Connor a anunțat că ea este într-o relație cu managerul său, Florian Fischer, membru al formației din anii 1990 The Boyz. În februarie 2011, cei doi au confirmat că așteaptă un copil. Fiica lor, Delphine Malou, s-a născut în septembrie 2011.

## Impact, controverse și activism
Impact
Sarah Connor este o adevărată celebritate în regiunea Europei Centrale. Ea este una dintre cele mai comercializate artiste din Germania din istoria acestei țări. Ea deține recordul pentru patru hituri consecutive care au atins prima poziție în clasamentele de specialitate și cinci melodii de locul întâi în întreaga carieră (dintre care partu balade). Doar Modern Talking și Boney M dețin recorduri mai mari în Germania.
Imaginea și numele lui Connor sunt purtate de o serie de produse comercializate în Europa. În Germania, pe lângă produsele muzicale, ea are propria linie de blugi, parfumuri și propriile prăjituri.
Controverse
Interpreta a fost implicată în câteva controverse. În ianuarie, 2002 Connor a participat la emisiunea televizată de mare amploare din Germania, numită Wetten, dass..?, purtând o rochie strâmtă și decoltată. Au apărut zvonuri conform cărora ea nu purta lenjerie. Acest subiect a apărut pe prima pagină în cele mai importante ziare și reviste din Germania, incluzând tabloidul Bild. Connor a dezvăluit că a purtat lenjerie de culoarea pielii, iar rochia pe care a purtat-o în timpul emisiunii a vândut-o, iar banii obținuți i-a donat în scopuri caritabile.
În mod inevitabil, unele dintre controversele create de Connor i-au afectat viața personală. În 2005, comedianul de origine germană Oliver Pocher a parodiat serialul televizat al artistei, Sarah and Marc in Love, în timpul emisiunii sale, Rent a Pocher. Nevrând ca numele familiei sale să aibă de suferit, Connor a înaintat o plângere penală împotriva lui Pocher. Rezultatul procesului nu este cunoscut, însă inculpatul și-a cerut scuze în mod public.
În iunie 2005, Connor a iscat o foarte mare controversă când a interpretat Imnul Germaniei în cadrul ceremoniei de deschidere a noului stadion din München, numit Allianz Arena. Ea făcut o confuzie, cântând „Brüh im Lichte dieses Glückes” („Fierbi/opărăște-te în strălucirea acestei fericiri") în loc de „Blüh im Glanze dieses Glückes” („Înflorește în strălucirea acestei fericiri"). Acest pas greșit al artistei a fost prezentat în serialul lui Connor, Sarah and Marc in Love.
Activism
Sarah Connor este o membră a asociației de protecție a animalelor PETA. Ea este una dintre multele artiste contemporane care au devenit imaginea corporației. Connor a apărut pe un poster, distribuit în regiunea Germaniei. Artista pare să își injecteze în ochiul drept un lichid. Pe fotografia făcută de Carlos Anthonyo apare următorul slogan: „Fără cosmetice testate pe animale! Hotărăște-te!".

## Discografie
| - Green Eyed Soul (2001) - Unbelievable (2002) - Key to My Soul (2003) - Naughty but Nice (2005) - Soulicious (2007) - Sexy as Hell (2008) - Real Love (2010) | - Sarah Connor (2004) - Christmas in My Heart (2005) |

## Turnee
- Green Eyed Soul Tour (2002)
- Sarah Connor Live (2003–2004)
- Naughty but Nice Tour (2005)
- Sexy as Hell Tour (2009)

## Televiziune
| Apariții la televiziune ca invitat | Apariții la televiziune ca invitat   | Apariții la televiziune ca invitat | Apariții la televiziune ca invitat         |
| An                                 | Titlu                                | Rol                                | Note                                       |
| ---------------------------------- | ------------------------------------ | ---------------------------------- | ------------------------------------------ |
| 2005                               | "Sarah & Marc in Love"               | Ea însuși                          | Reality Television                         |
| 2008                               | "Sarah & Marc Crazy in Love"         | Ea însuși                          | Reality Television, Promo for Sexy as Hell |
| 2010–2012                          | "X-Factor"                           | Ea însuși                          | Main juror                                 |
| 2014                               | Sing meinen Song - Das Tauschkonzert | Ea însuși                          | Television Music Show by VOX               |

## Premii
- Comet Award – “Cel mai bun debutant național”
- Top of the Pops Award – “Cel mai bun debutant german”

2002
- ECHO – “Cea mai bună artistă națională Rock/Pop”
- Goldene Europa – “Cea mai de succes cântăreață germană”
- BRAVO Otto – “Supercântăreața națională” (Silver Otto)
- Radio Regenbogen Award – “Cel mai bun hit al anului 2001” (“From Sarah with Love”)
- Maxim – “Femeia anului– Popstar”

2003
- Radio Hamburg Award – “Cel mai bun act feminin național”

2004
- World Music Award – “Cel mai bine vândut artist german”
- Neo Award – “Cel mai de succes album descărcat” ("Key to My Soul")

2005
- Diva Awards – “Artistul muzical al anului”
- Goldenen Kamera – “Pop Național”
- BRAVO Otto – “Supercântăreață” (Golden Otto)
- Comet – “Cea mai bună artistă”
- Eins Live Krone – “Cea mai bună artistă”

2006
- BRAVO Otto – “Supercântăreață” (Golden Otto)
- Comet – “Cea mai bună cântăreață”

2007
- BRAVO Otto – “Supercântăreață” (Golden Otto)
- Comet – “Cea mai bună cântăreață”